# Limosa lapponica
La pittima minore (Limosa lapponica, Linnaeus 1758) è un uccello della famiglia degli Scolopacidae.
È considerato l'uccello migratore che compie il tragitto più lungo senza effettuare soste: fino a 13.520 km dall'Alaska alla Tasmania (e viceversa). Questa distanza è anche la maggiore coperta da qualsiasi animale senza alimentarsi lungo il tragitto.

## Sistematica
Limosa lapponica ha tre/cinque sottospecie:
- L. lapponica anadyrensis, sottospecie di L. lapponica baueri
- L. lapponica baueri
- L. lapponica lapponica
- L. lapponica menzbieri
- L. lapponica taymyrensis, sottospecie di L. lapponica lapponica

## Distribuzione e habitat

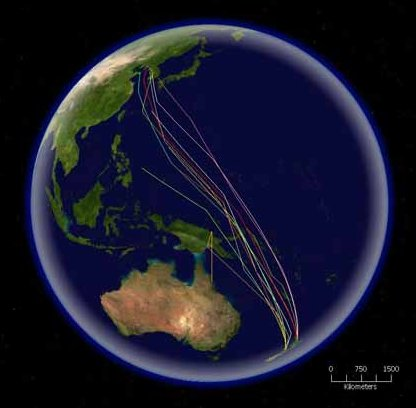
Alcune rotte migratorie della Limosa lapponica

Questa pittima ha un vastissimo areale: vive in tutta l’Europa settentrionale, in tutta l'Asia, in gran parte dell'Oceania e dell'Africa, in Alaska, nel Canada settentrionale e occidentale, negli Stati Uniti d'America occidentali, in Messico e in Brasile. È accidentale in alcuni stati interni dell'Africa come Mali, Zimbabwe e Repubblica Democratica del Congo, negli stati balcanici, su Malta, Mauritius, Riunione, Isole Vergini Americane e su molte isole dell'Oceano Atlantico.

## Galleria d'immagini

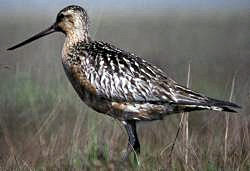
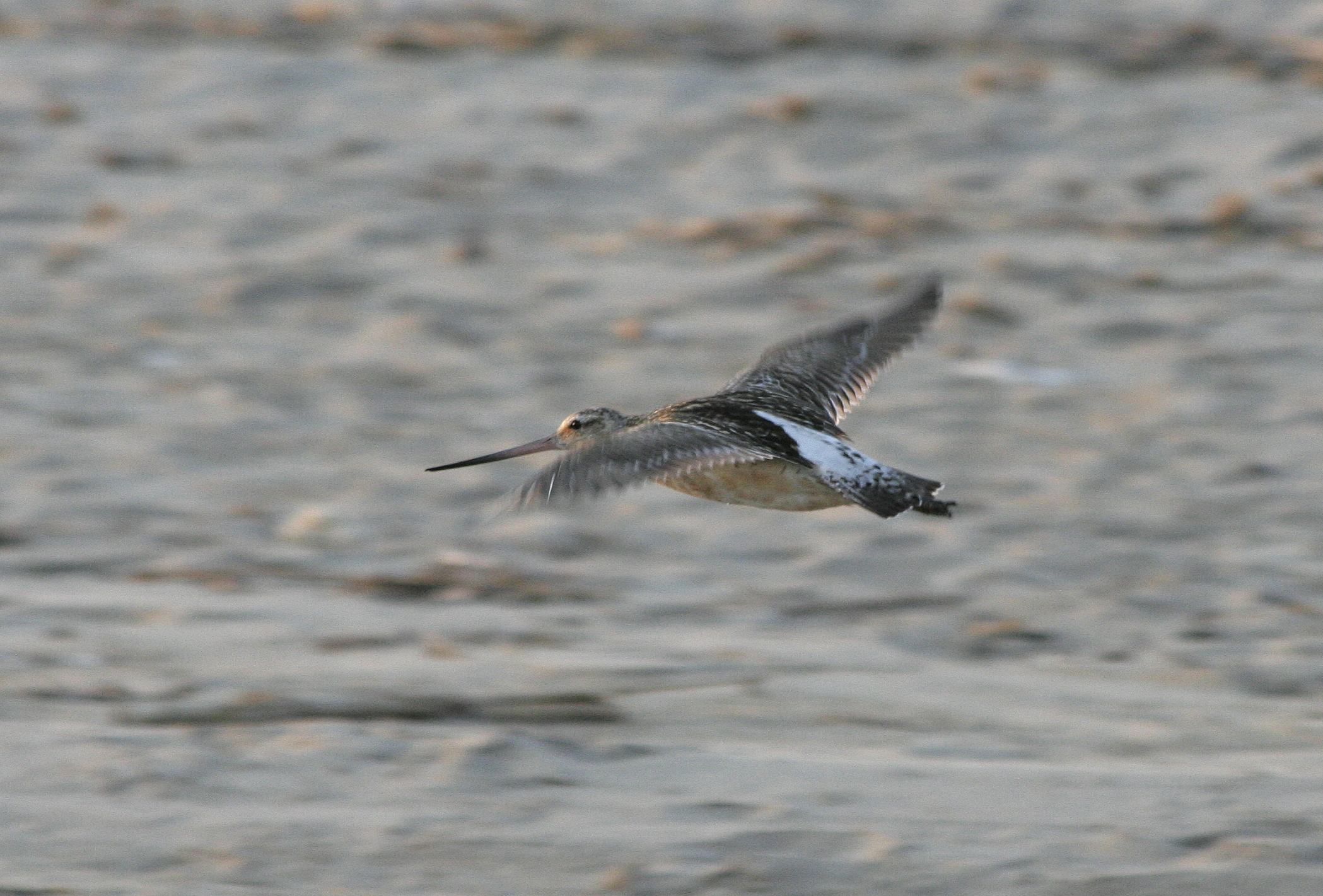
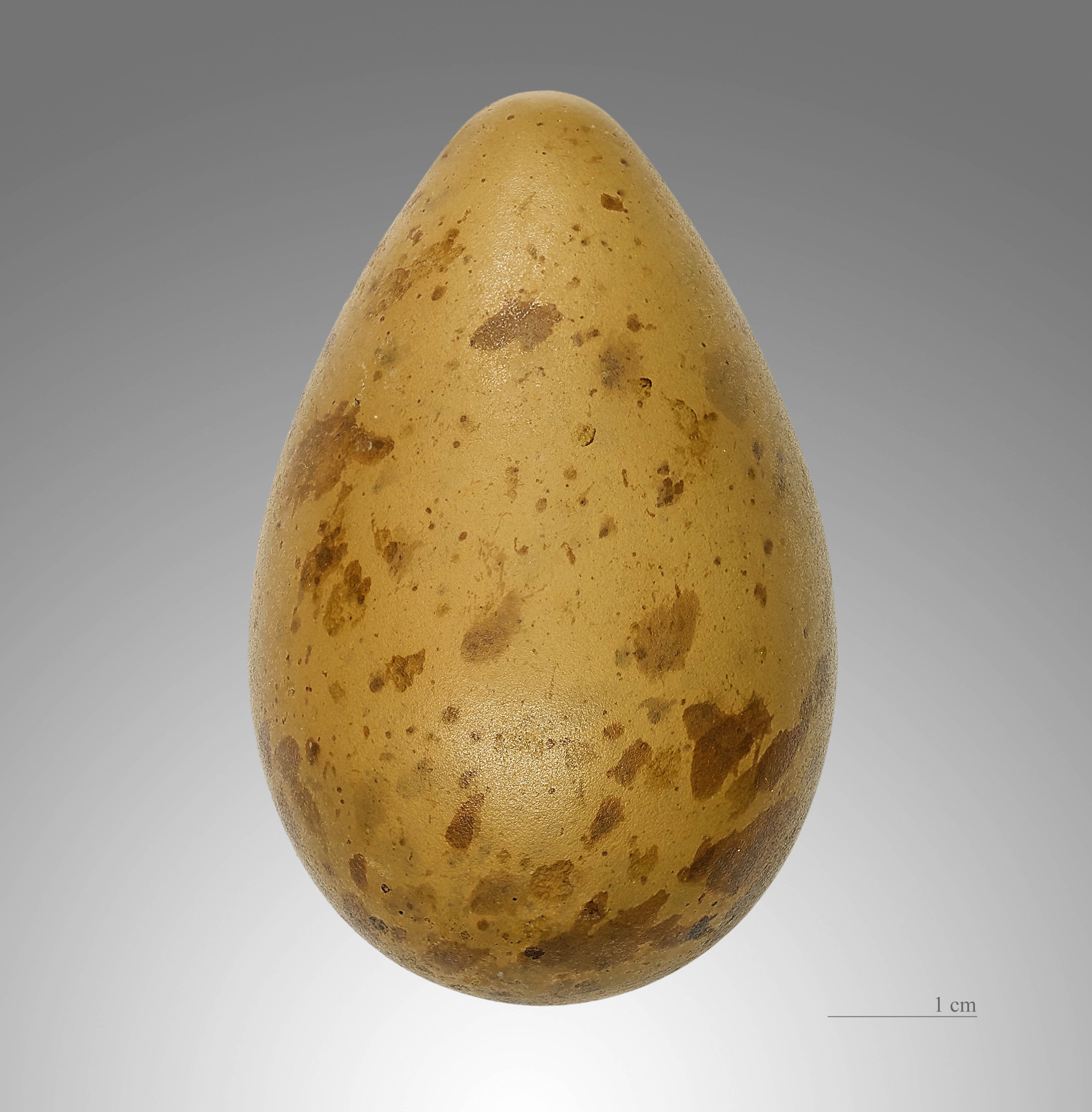
Limosa lapponica